# Cirrothauma
Cirrothauma Chun, 1911 è un genere di polpi di acque profonde appartenenti alla famiglia dei cirrati Cirroteuthidae. Le specie del genere Cirrothauma si distinguono per essere fragili e gelatinose, caratteristiche tipiche degli abitanti degli abissi. Presentano una conchiglia, una sella di dimensioni moderate e «ali» di forma triangolare. Gli occhi di queste creature possono variare: nella specie Cirrothauma murrayi è presente il cristallino, mentre in Cirrothauma magna, l'altra specie vivente del genere, gli occhi sono ridotti e privi di cristallino. Entrambe le specie sono state incluse nel genere Cirrothauma proprio per la somiglianza della loro conchiglia. Questi polpi sono stati segnalati in tutti gli oceani del mondo, ad eccezione dell'Oceano Australe.

## Specie
Attualmente nel genere Cirrothauma vengono classificate le seguenti due specie:
- Cirrothauma magna (Hoyle, 1885)
- Cirrothauma murrayi Chun, 1911